# Dylan Cretin
Pour les articles homonymes, voir Cretin.

a Compétitions nationales et continentales officielles uniquement.

b Matchs officiels uniquement.
Dernière mise à jour le 24 octobre 2022.
Dylan Cretin, né le 4 mai 1997 à Annemasse (Haute-Savoie), est un joueur international français de rugby à XV qui évolue au poste de troisième ligne aile au Lyon OU.
Il remporte le Challenge européen avec le Lyon OU en 2022. Avec l'équipe de France, il remporte le Tournoi des Six Nations 2022 en réalisant le Grand Chelem.

## Biographie
Dylan Cretin est formé au RC Annemasse.
En 2020, il est appelé pour la première fois dans le groupe de l'équipe de France pour préparer le Tournoi des Six Nations à la suite de la prise de fonction du nouveau sélectionneur Fabien Galthié. Blessé à une cheville au cours d'un entraînement, il est contraint de quitter le groupe avant le premier match du Tournoi. Il fait son retour dans le groupe pour préparer le troisième match face au pays de Galles. Il honore sa première sélection le 22 octobre 2020 contre le pays de Galles au Principality Stadium de Cardiff.
En parallèle de sa carrière de joueur, il étudie à l'IDRAC de Lyon puis poursuit ses études à l'EM Lyon Business School.
En janvier 2023, il est de nouveau appelé en équipe de France pour participer au Tournoi des Six Nations 2023,.
À l'issue de la saison 2022-2023, il est appelé dans une liste de 23 joueurs pour participer à un stage avec les Bleus. Cette liste est marquée par l'absence des joueurs étant demi-finalistes du championnat. Quelques semaines plus tard, il est sélectionné dans une liste de 42 joueurs pour préparer la Coupe du monde 2023,.

## Statistiques

### En club
| Saison    | Club    | Championnat | Championnat | Championnat | Coupe d'Europe     | Coupe d'Europe | Coupe d'Europe |
| Saison    | Club    | Compétition | M           | Ess.        | Compétition        | M              | Ess.           |
| --------- | ------- | ----------- | ----------- | ----------- | ------------------ | -------------- | -------------- |
| 2016-2017 | Lyon OU | Top 14      | 2           | -           | Challenge européen | 5              | -              |
| 2017-2018 | Lyon OU | Top 14      | 19          | 4           | Challenge européen | 4              | 1              |
| 2018-2019 | Lyon OU | Top 14      | 23          | 2           | Challenge européen | 4              | -              |
| 2019-2020 | Lyon OU | Top 14      | 12          | 3           | Coupe d'Europe     | 2              | -              |
| 2020-2021 | Lyon OU | Top 14      | 16          | 2           | Coupe d'Europe     | 2              | 2              |
| 2021-2022 | Lyon OU | Top 14      | 18          | 4           | Challenge européen | 6              | -              |
| 2022-2023 | Lyon OU | Top 14      | 18          | 2           | Champions Cup      | 3              | -              |
| Total     | Total   | Top 14      | 108         | 17          | Coupes d'Europe    | 26             | 3              |

### Internationales

#### Équipe de France des moins de 20 ans
Dylan Cretin dispute 7 matchs avec l'équipe de France des moins de 20 ans en une seule saison (2017), prenant part à une édition du tournoi des Six Nations (2017) et à une édition du championnat du monde junior (2017).

#### XV de France
Au 11 juin 2023, Dylan Cretin compte 20 sélections avec le XV de France. Il inscrit son premier essai international face à l'Italie, le 6 février 2021, lors du Tournoi des Six Nations 2021. Il participe aux éditions 2020, 2021 et 2022 du Tournoi des Six Nations.
| Année | Compétition                 | Matchs | Points | Essais |
| ----- | --------------------------- | ------ | ------ | ------ |
| 2020  | Six Nations                 | 3      | 0      | 0      |
| 2020  | Test matchs                 | 1      | 0      | 0      |
| 2020  | Coupe d'automne des nations | 1      | 0      | 0      |
| 2021  | Six Nations                 | 5      | 5      | 1      |
| 2021  | Test matchs                 | 3      | 0      | 0      |
| 2022  | Six Nations                 | 5      | 0      | 0      |
| 2022  | Test matchs                 | 1      | 0      | 0      |
| Total | Total                       | 19     | 5      | 1      |

#### Liste des essais
| Essai | Adversaire | Stade                 | Compétition             | Date           | Résultat | Score |
| ----- | ---------- | --------------------- | ----------------------- | -------------- | -------- | ----- |
| 1     | Italie     | Stadio Olimpico, Rome | Tournoi des Six Nations | 6 février 2021 | Victoire | 10-50 |

## Palmarès

### En club
- Vainqueur du Challenge européen en 2022 avec le Lyon OU.
- Finaliste de la Challenge Cup en 2025 avec le Lyon OU.

### En sélection nationale
- Vainqueur du Tournoi des Six Nations en 2022 (Grand Chelem) avec l'équipe de France.

#### Tournoi des Six Nations
| Édition          | Rang | Résultats France | Résultats Cretin | Matchs Cretin |
| ---------------- | ---- | ---------------- | ---------------- | ------------- |
| Six Nations 2020 | 2    | 4 v, 0 n, 1 d    | 2 v, 0 n, 1 d    | 3/5           |
| Six Nations 2021 | 2    | 3 v, 0 n, 2 d    | 3 v, 0 n, 2 d    | 5/5           |
| Six Nations 2022 | 1    | 5 v, 0 n, 0 d    | 5 v, 0 n, 0 d    | 5/5           |